# Misaki Ošigiriová
Misaki Ošigiriová (japonsky 押切 美沙紀, Ošigiri Misaki; * 29. září 1992 Nakasacunai) je japonská rychlobruslařka.
Na začátku roku 2010 poprvé nastoupila do Světového poháru juniorů, následně startovala i na juniorském světovém šampionátu. V závodech Světového poháru se poprvé objevila na podzim 2012. Zúčastnila se Zimních olympijských her 2014, kde v závodě na 1500 m skončila na 22. místě a s japonským týmem obsadila ve stíhacím závodě družstev čtvrtou příčku. V této disciplíně získala na Mistrovství světa 2016 stříbrnou medaili, o několik týdnů později byla pátá na vícebojařském světovém šampionátu. Na MS 2017 obhájila s japonským týmem stříbro ve stíhacím závodě družstev. Na Zimních olympijských hrách 2018 se v závodě na 5000 m umístila na devátém místě. Startovala také na ZOH 2022 (5000 m – 8. místo).